# 劉枝万
劉 枝万 (りゅう しまん、繁体字：劉 枝萬、ウェード式：Liu Chih-Wan、1923年 - 2018年）は、台湾の民俗学者、法教研究者。日本の文学博士保持者で、日本道教学会理事、儀礼文化学会専門委員を務めた。

## 来歴
※出典は『台湾の法教―閭山教科儀本と符式簿の解読』。
日本統治時代の台湾において、南投県埔里に生まれる。早稲田大学文学部史学科に進学したが、終戦を機に在学中の1946年に台湾に戻る。
1964年、台湾の中央研究院民族学研究所に入職した。1977年に東京教育大学より文学博士号を取得する。
1989年に中央研究院民族学研究所研究員を定年により退任した。
2015年に、日本の旭日小綬章を受章した。
2018年に死去。

## 研究内容
中国道教の祭りと信仰上・下などの劉の著書でも以前から法教を扱っていたが、劉の遺稿となった『台湾の法教』（風響社）は法教のみに視点を当て、現時点では日本語著書では唯一無二の法教の符の解読本となっている。
仏教・道教・神道等含め同型の護符を扱う宗教において符の解説書は多くあるが、符の意味を解説するものはあっても、符を構成するパーツを解説した研究は珍しいとされる。

### 提唱する法教の定義
台湾では道法二門という言葉がある。日本では法教という言葉自体が知名度がなく、台湾でも道教と法教は混同されている。
道士と言った祭祀者が道教を奉ずるように、法教には法師という役職がいる。法師は自らの呪術的行為をまとめた総称として、道教に対する名称としてこれを法教と呼んでいるが、劉枝万氏によれば法教には教と呼べるようなものはないという。
道教には降霊や占い呪術や護符などがあるところはよく知られたところで、歴史書や複数の経典、道士の制定制度などがある。
それに対して法教は呪符のみで経典や教えはないという。台湾で道教と法教が混同される要因として道士が法教の法師を兼任する場合があるためだとしている。
童乩(もしくは乩童、乩とも書く)などの霊媒師も道教と混同されるが、台湾社会においての地位には違いがあるという。道教の道士を頂点に、次いで法教の法師、下層が男性の霊媒師をさす童乩や女性の霊媒師をさす尫姨という。

## 著書

### 中国語
- 『臺北市松山祈安建醮祭典』〈中央研究院民族學研究所專刊之14〉中央研究院民族學研究所、1967年
- 『中國民間信仰論集』〈中央研究院民族學研究所專刊之22〉、中央研究院民族學研究所、 1974年
- 『臺灣民間信仰論集』聯經出版事業公司、1983年、

### 日本語
- 『中国道教の祭りと信仰上・下』桜楓社、1983年・1984年
- 『台湾の道教と民間信仰』風響社、1994年
- 『台湾の法教―閭山教科儀本と符式簿の解読』風響社、